# Луиз Фелипе Сколари
Луиз Фелипе Сколари (Пасо Фундо, 9. новембар 1948) је бивши бразилски фудбалер и некадашњи тренер фудбалске репрезентације Бразила, са којом је освојио Светско првенство 2002. године.

## Играчка каријера
Луиз је професионалну играчку каријеру започео у клубу Каишас до Сул 1973. године, 1980. прелази у Жувентуде, а већ исте године иде у Ново Хамбурго, да би 1981. прешао у ЦСА, где је исте године завршио професионалну каријеру.

## Тренерска каријера
Након што је завршио играчку каријеру, први тренерски ангажман био му је у истом клубу у којем је завршио играчку каријеру — ЦСА. Од 1982. до 2011. укупно је тренирао 22 екипе, од чега три репрезентације – Кувајт, Бразил и Португал. Са Бразилом је на Светском првенству у Јужној Кореји и Јапану 2002. године освојио титулу. На Европском првенству 2004. године са Португалом је дошао до финала, где је изгубио од Грчке. Осим у Бразилу, био је тренер у Кувајту, Кини, Јапану, Саудијској Арабији, Португалу, Енглеској и Узбекистану.

## Успеси
Сентро Спортиво Алагоано — ЦСА
- Кампеонато Алагоано (1) : 1982.

  Ал Кадишија Кувајт
- Емир куп (1) : 1989.

  Фудбалска репрезентација Кувајта
- Арапски заливски куп (1) : 1990.

  Крисиума
- Куп Бразила (1) : 1991.

  Гремио
- Кампеонато Гаучо (3) : 1987, 1995, 1996.
- Куп Бразила (1) : 1994.
- Копа либертадорес (1) : 1995.
- Прва фудбалска лига Бразила (1) : 1996.
- Рекопа Судамерикана (1) : 1996.

  Палмеирас
- Куп Бразила (1) : 1998.
- Копа Меркосур (1) : 1998.
- Копа либертадорес (1) : 1999.
- Трофеј Рио-Сао Пауло (1) : 2000.

 Крузеиро
- Копа Сул-Минас (1) : 2001.

 Фудбалска репрезентација Бразила:
- ФИФА Светско првенство (1) : 2002.

  Бунидкор:
- Прва лига Узбекистана (1) : 2009.

  Гуангџоу:
- Суперлига Кине (3) : 2015, 2016, 2017.
- Азијска лига шампиона (1) : 2015.
- Кинески куп: 2016.
- Кинески суперкуп: 2016, 2017.